# ناتاشا هنستریج
ناتاشا تی. هنستریج (به انگلیسی: Natasha T. Henstridge) (زاده ۱۵ اوت ۱۹۷۴) بازیگر و مدل کانادایی است. در سال ۱۹۹۵، او با اولین نقش خود در فیلم علمی-تخیلی و دلهره‌آور گونه و پس از آن بازی در گونه ۲ (۱۹۹۸) و گونه ۳ (۲۰۰۴) به شهرت رسید. او از آن زمان در مجموعه‌ای از فیلم‌ها و مجموعه‌های تلویزیونی، از جمله نهایت خطر (۱۹۹۶)، همه نه یارد (۲۰۰۰)، همه ده یارد (۲۰۰۴)، ارواح مریخ (۲۰۰۱)، جاسوسان (۲۰۰۲) بازی کرده‌است. او برنده جایزه جمینای برای بهترین بازیگر زن شده است.

## فیلم‌شناسی
- گونه (۱۹۹۵)
- آدرنالین: عجله ترس (۱۹۹۶)
- نهایت خطر (۱۹۹۶)
- گونه ۲ (۱۹۹۸)
- پارک سگ (۱۹۹۸)
- همه نه یارد (۲۰۰۰)
- گزاف گویی (۲۰۰۰)
- ارواح مریخ (۲۰۰۱)
- کوین شمال (۲۰۰۱)
- سرقت (۲۰۰۲)
- همه ده یارد (۲۰۰۴)
- گونه ۳ (۲۰۰۴)
- فریب (۲۰۰۸)
- انی‌تاون (۲۰۰۹)
- اجازه دهید بازی شروع شود (۲۰۱۰)
- حمله به خانه (۲۰۱۶)
- گاو برانکس (۲۰۱۶)
- اتاق سیاه (۲۰۱۷)
- نادرمانگر (۲۰۲۰)
- این بازی به نام قتل (۲۰۲۱)
- دایره راز (مجموعه تلویزیونی)
- دیو و دلبر (مجموعه تلویزیونی)